# 御用商人
御用商人（ごようしょうにん）は、前近代の日本において封建領主の庇護のもとに、各種の御用及びそれに関連する物資等の調達に携わる代わりに様々な特権が与えられた商人。御用達・御用聞きなどによって構成される。

## 概要
戦国時代には特定の商人が、戦国大名の需要に応じた物資の調達や人夫の調達、時には他国の情報収集などにもあたった。これに対して大名側も、商人司などの役職につけて国内の商人の統制を行わせた。
江戸幕府を開いた徳川家康も、三河国を支配していた時代から御用商人を持っていたが、特に幕府成立後に公儀呉服師に任じられることになる呉服商は、単に呉服を扱うだけではなく、兵糧や武具などの軍需物資の確保と輸送、対外交渉など幅広い分野で活躍し、時には当主（家康・秀忠）に近侍して戦場に立つ場合もあった。江戸幕府成立時に公儀呉服師に任じられたのは、後藤縫殿助・茶屋四郎次郎・亀屋栄任の3名であった。この他に著名な御用商人としては後藤庄三郎がおり、彼も元は徳川家で金銀細工の職人を束ねる存在であったが、江戸幕府成立後には金座・銀座の支配を一任され、武鑑類では御用商人の筆頭に挙げられた。他にも摂津平野の末吉家、京都の角倉家、伊勢の角屋家、長崎の末次家など、主要都市に御用商人を有して、商業・貿易・鉱山・林業・運輸などの諸分野で活躍するとともに、江戸幕府の都市支配に協力する立場を取った。
江戸時代も中期になると、徳川家との特別な関係に支えられてきた御用商人の中には経営不振などから姿を消す者もあり、次第に新興の御用商人が登場するようになる。すなわち、新しく公儀御用師に任ぜられた越後屋の三井家は後に金融分野にも進出して、大坂の鴻池家とともに幕府公用の為替を取り扱った。また、蔵米の売却を担当していた札差や金銀貨の両替を扱う両替商が御用商人として重要視されるようになり、江戸幕府では天明期に勘定方御用達、寛政期に米方御用達、文化期に町方御用達を設置して、米穀・貨幣・金融・財政政策の円滑な遂行を図った。
こうした御用商人は幕府のみならず、大名諸藩や旗本にも置かれた。諸藩では蔵元や掛屋、城下町の町年寄級の商人が代表的なもので藩の年貢米・専売品の流通に関与させた他、大坂の蔵屋敷や京都の呉服所の運営にも関与させた。また、基本的に江戸に在住して蔵米を支給される旗本にとって、江戸の札差は御用商人として重要な役割を果たしていた。
御用商人の中には苗字帯刀が許され、扶持米や屋敷地が与えられるなど、武士に準じた身分的・経済的特権を与えられる者もいた。